# Freeburn
Freeburn – jednostka osadnicza w Stanach Zjednoczonych, w stanie Kentucky, w hrabstwie Pike.